# Asociación de Fútbol de Isla de Man
La Asociación de fútbol de Isla de Man (en inglés: Isle of Man Football Association) es el órgano rector del fútbol en Isla de Man. No está afiliada ni a la FIFA ni a la UEFA pero es un miembro de la Asociación de Fútbol de Inglaterra. Es encargado en gran parte de crear Juegos de las Islas, su selección de fútbol no puede participar en torneos internacionales al no ser miembro de la UEFA.